# Norrörarna, Nykarleby
 Norrörarna är en ö i Finland. Den ligger i Norra kvarken och i kommunen Nykarleby i den ekonomiska regionen  Jakobstadsregionen i landskapet Österbotten, i den västra delen av landet. Ön ligger omkring 47 kilometer nordöst om Vasa och omkring 390 kilometer norr om Helsingfors.
Öns area är 86,3 hektar och dess största längd är 1,6 kilometer i nord-sydlig riktning. Den ingår i Svartörarna.

## Klimat
Inlandsklimat råder i trakten. Årsmedeltemperaturen i trakten är 3 °C. Den varmaste månaden är augusti, då medeltemperaturen är 15 °C, och den kallaste är januari, med −9 °C.